# Altichiero

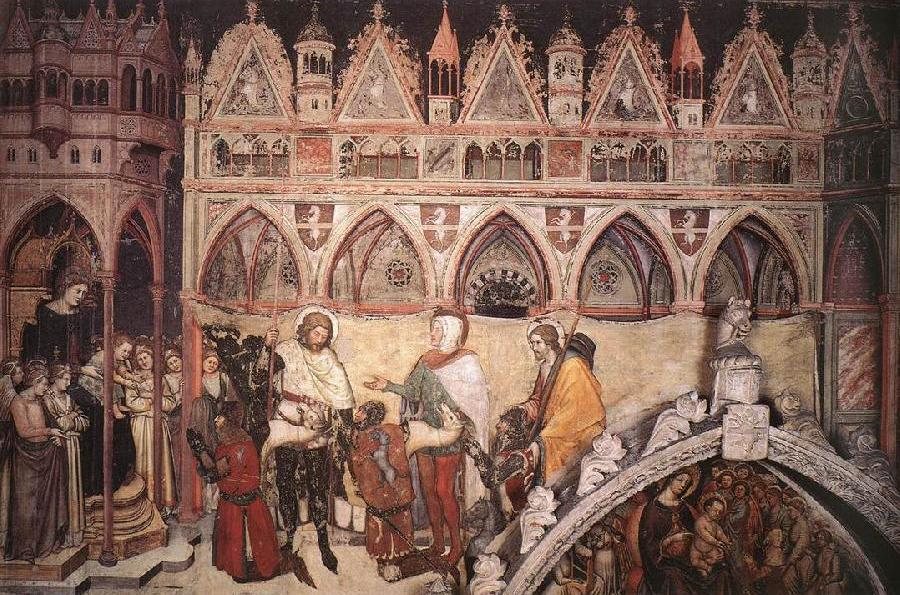
Detalle de la Adoración de la Virgen por miembros de la familia Cavalli. Pintura al fresco. Capilla Cavalli, Iglesia de Santa Anastasia. Verona.

Altichiero de Zevio, también llamado Aldighieri da Zevio (Zevio, c.1330 - c.1393), fue un notable pintor italiano de estilo gótico del Trecento. 

## Biografía
Hijo de Domenico de Zevio, fue discípulo del pintor lombardo Turone de Maxio. 
Fue seguidor de Giotto. Trabajo en Verona (Iglesia de Santa Anastasia y Palacio de los Scaligeri) y Padua ("Basílica de San Antonio y Oratorio de San Jorge).
Las escasas referencias escritas que se tienen de este artista son a menudo contradictorias. Pero todas ellas lo vinculan con el pintor boloñés, Jacopo Avanzi. La formación Altichiero se produjo en Verona, ligada por entonces a la familia Visconti, gobernantes en Milán. Ello explicaría la fuerte influencia lombarda de su pintura que también se ve relacionada con el espíritu antiguo y prehumanista de las cortes de Verona y Padua, las ciudades donde trabajó. Está considerado como el fundador de la escuela pictórica de Verona.

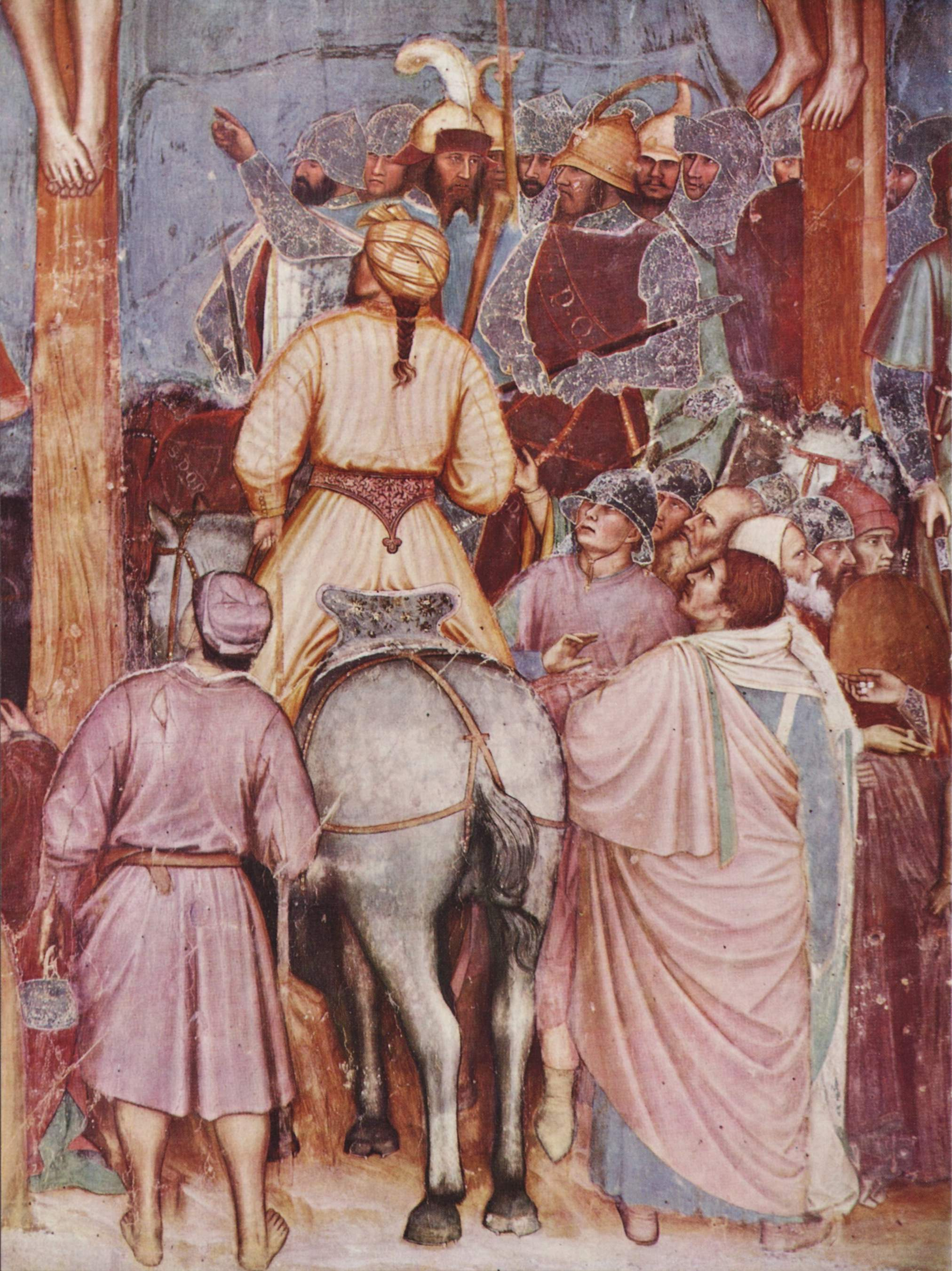
Detalle de la Crucifixión. Pintura al fresco. Capilla de Santiago, Basílica de San Antonio. Padua.

La solidez y el volumen de sus figuras confirman la influencia de Giotto. Pero su obra, con rasgos de gran dramatismo y acentos clásicos, muestra una notable complejidad, teatralidad, refinamiento y delicadeza en el tratamiento del espacio que se relaciona con el Gótico de finales del siglo XIV. Destaca también por la elegancia en la descripción del ropaje, en la atención a la fisonomía de los rostros y en los pequeños detalles de la vida cotidiana que se reflejan en todos sus frescos.
En torno a 1364, pintó al fresco estancias de los palacios de los  Scaligeri y de los Da Carrara, en Verona; de lo que hoy, poco se conserva. Hacia 1371, trabajó en Padua decorando la tumba Dotti en los Eremitani —destruida por los bombardeos de 1944—. Al año siguiente, en esta misma ciudad, comenzó los frescos de la Capilla de Santiago de la Basílica de San Antonio. Su última obra parece que fueron los frescos de la capilla de San Jorge de Padua.

## Obras
- Pinturas de cabezas de emperadores y emperatrices. Residencia regia del antiguo Palacio de los Scaligeri. Verona. c.1364.
- Fresco votivo de la capilla Cavalli. Iglesia de Santa Anastasia. Verona. 1369.
- Frescos de la capilla de Santiago. Basílica de San Antonio. Padua. 1379-1384.
- Frescos del oratorio de San Jorge. Padua. 1379-1384.